# Estación de Traslaviña
Traslaviña es una estación ferroviaria situada en la localidad de Traslaviña en el límite occidental del municipio español de Arcentales, provincia de Vizcaya. Forma parte de la red de vía estrecha operada por Renfe Operadora a través de su división comercial Renfe Cercanías AM. Cuenta con servicios regionales (línea R-3f de Santander a Bilbao) y de cercanías (línea R-3b de Bilbao a Carranza).

## Situación ferroviaria
La estación forma parte de las siguientes líneas férreas:
- Pk. 616,851 de la línea de ferrocarril de vía estrecha que une Ferrol con Bilbao, en su sección de Orejo a Traslaviña,[3][4] tomando Ferrol como punto de partida, lo que explica el elevado kilometraje. Este kilometraje es el que predomina en la señalización.
- Pk. 32,385 de la línea de ferrocarril de vía estrecha de Bilbao a Santander, en su sección de Bilbao a Traslaviña,[3] tomando Bilbao como punto de partida.

El tramo es de vía única en ancho métrico y está electrificado. La estación se encuentra a 255 metros de altitud. Históricamente, la estación fue cabecera de la desmantelada línea de Castro-Urdiales a Traslaviña y ramales a El Arenao y San Pedro de Galdames. Se corresponde con la línea 08-780 - Santander-Bilbao La Concordia de la Red Ferroviaria de Interés General de España, administrada por el ente público Adif.

## Historia
Los orígenes de la estación están en la Compañía del Ferrocarril de Santander a Solares, cuya línea fue abierta a la explotación el 3 de marzo de 1892 en ancho ibérico entre las citadas poblaciones. En 1893 se constituyó la Compañía del Ferrocarril de Zalla a Solares, como paso previo a su integración en 1894 en la Compañía del Ferrocarril de Santander a Bilbao.  Posteriormente, Orejo (Santander) fue la estación seleccionada en la línea para la conexión con el tramo de enlace de 78 km de longitud en ancho métrico con el Ferrocarril del Cadagua, también de ancho métrico. Esta conexión a la que pertenece Traslaviña permitiría la conexión ferroviaria entre Santander y Bilbao. Comenzado por la Compañía del Ferrocarril de Zalla a Solares, fue concluida por la Compañía de los Ferrocarriles de Santander a Bilbao, empresa constituida el 1 de julio de 1893, por fusión de las tres compañías (Santander-Solares, Zalla-Solares y Cadagua).
Finalmente, el 6 de junio de 1896 quedó establecida la conexión desde Zalla con Santander, si bien los viajes directos entre ambas capitales sólo pudieron llevarse a cabo hasta unos días después, cuando se culminó el cambio de ancho ibérico a métrico entre Santander y Solares la noche del 19 al 20 de junio de 1896. El 6 de julio de 1896 fue inaugurada oficialmente la línea entre Santander y Bilbao.
Sin embargo, la creación de la estación se debió a la construcción de la línea de ancho métrico desde Castro-Urdiales, proyecto iniciado por la Compañía del Ferrocarril de San Julián de Musques a Castro Urdiales y a Traslaviña (CT), que enlazó con la Compañía del Ferrocarril de Santander a Bilbao (FSB) en el futuro emplazamiento de la estación, apareciendo por primera vez en el Anuario de Ferrocarriles de 1901. Por la misma razón coexistieron dos instalaciones paralelas en la estación, quedando una bajo la denominación de Traslaviña para el FSB y Traslaviña-Herbosa como propiedad de CT. Esta última compañía inició la explotación de su ramal el 29 de junio de 1899.
CT pronto encontró dificultades en la explotación y el 12 de junio de 1921 se suspendió el tráfico ferroviario entre Traslaviña y Castro-Urdiales. El 16 de junio de 1922 Explotación de Ferrocarriles por el Estado (EFE) se hizo cargo de la explotación de este ramal, pudiendo reabrir las circulaciones por la línea, aunque quedando CT como empresa concesionaria hasta 1948. Por O.M. de 6 de marzo de 1935, se ordenó el cese de la explotación por el estado, cesando el tráfico el 4 de abril de ese mismo año.
Estallada la Guerra Civil y desde el año 1936 hasta la caída de Bilbao, el 19 de junio de 1937, las instalaciones pasaron a ser gestionada por los Ferrocarriles de Euzkadi, manteniéndose el servicio entre Santander y Bilbao durante la contienda sin interrupciones significativas.
Acabada la guerra se pudo retomar el servicio hasta Castro-Urdiales a partir del 29 de mayo de 1939, siendo definitivamente transferido el ramal a Explotación de Ferrocarriles por el Estado (EFE) en 1948 hasta que el 24 de septiembre de 1965 le fue adjudicado a FEVE. El nuevo ente estatal realizó un estudio de viabilidad con resultados negativos, lo que llevó al cierre definitivo del ramal a partir del 15 de enero de 1966,  siendo desmantelado en 1968 y reconvertido en vía verde.
En cuanto al trazado principal el 1 de agosto de 1962 el Estado, mediante en el ente Explotación de Ferrocarriles por el Estado (EFE), asume la explotación de las líneas de la Compañía de los Ferrocarriles de Santander a Bilbao, siendo transferida la misma a FEVE a partir de 1965. FEVE resolvió en 1975 mantener el enlace de las líneas Bilbao-León y Bilbao-Santander en la estación de Aranguren, en lugar de la de Iráuregui, volviendo a la situación anterior a 1911. Esto permitiría ahorrar tiempo en los trasbordos hacia Valmaseda desde esta estación.
El 1 de enero de 2013, se disolvió la empresa Feve en un intento del gobierno por unificar vía ancha y estrecha, encomendándose la titularidad de las instalaciones ferroviarias a Adif y la explotación de los servicios ferroviarios a Renfe Operadora, distinguiéndose la división comercial de Renfe Cercanías AM para los servicios de pasajeros y de Renfe Mercancías para los servicios de mercancías.

## La estación
No pertenece a las estaciones originales de la línea. Se accede por un desvío de la carretera BI-630. Se encuentra al este del casco urbano del barrio de Traslaviña a unos 2,6 km del mismo, muy cerca del término municipal de Sopuerta. Se trata de una instalación a la salida de un largo túnel por el costado de Bilbao. El andén lateral se sitúa a la derecha de las vías en kilometraje ascendente, junto al cual se ubica el edificio de viajeros y la vía principal. Dos vías derivadas más cuentan con acceso a un segundo andén central, mientras que la cuarta vía finaliza en toperas por el costado de Santander en un lateral del edificio de viajeros. 
No está adaptada a usuario PMR y el acceso ha de realizarse preferente en vehículo. El tramo dispone de Bloqueo Automático en Vía Única (BAU) con Control de Tráfico Centralizado (CTC).

## Servicios ferroviarios

### Cercanías
La estación cuenta con los servicios de R-3b (Bilbao - Carranza), aunque esta línea ha quedado reducida a un trayecto por día en dirección Bilbao tras la pandemia de 2020.
| procedencia/destino | < estación | Línea | estación > | destino/procedencia |
| ------------------- | ---------- | ----- | ---------- | ------------------- |
| Bilbao Concordia    | Mimétiz    |       | Arcentales | Carranza            |

### Regionales
Los trenes regionales que realizan el recorrido Santander - Bilbao (línea R-3f) tienen parada en esta estación. La frecuencia es de tres trenes diarios por sentido, más un tren matinal adicional entre la estación de Carranza y Bilbao los días laborables. Los servicios ferroviarios en Traslaviña en la relación Bilbao-Santander, para los trayectos regionales, se prestan exclusivamente con composiciones diésel de la serie 2700
| Línea | Origen/Destino | Paradas intermedias | Destino/Origen   |
| --- | -------------- | --- | ---------------- |
| | Santander      | Valdecilla-La Marga · Nueva Montaña · Valle Real · Maliaño-La Vidriera · Astillero · La Cantábrica* · San Salvador* · Heras · Orejo · Puente Agüero · Villaverde de Pontones · Hoz de Anero · Beranga · Gama · Cicero · Treto · Limpias · Marrón · Udalla · Gibaja · Carranza · Villaverde Trucios · Arcentales ·Traslaviña · Mimetiz · Aranguren · Sodupe · Zaramillo · Iráuregui · Zorroza-Zorrozgoiti · Basurto Hospital · Amézola | Bilbao Concordia |
| * En los apeaderos de La Cantábrica y San Salvador sólo efectúan parada los servicios de la línea R3a Santander - Marrón. |                | |                  |